# 羅克代爾 (伊利諾伊州)
羅克代爾（英語：Rockdale）是位於美國伊利諾伊州威爾縣的一個村落。

## 地理
羅克代爾的座標為41°30′27″N 88°06′55″W / 41.50750°N 88.11528°W，而該地最高點為海拔高度168米（即551英尺）。

## 人口
根據2010年美國人口普查的數據，羅克代爾的面積為2.06平方千米，當中陸地面積為2.06平方千米，而水域面積為0.00平方千米。當地共有人口1976人，而人口密度為每平方千米959人。